# Kanton Saint-Quentin-2

Gemeinden des Kantons

Der Kanton Saint-Quentin-2 ist ein französischer Wahlkreis im Département Aisne in der Region Hauts-de-France. Er umfasst 11 Gemeinden im Arrondissement Saint-Quentin. Durch die landesweite Neuordnung der französischen Kantone wurde er 2015 neu geschaffen.

## Gemeinden
Der Kanton besteht aus elf Gemeinden und Gemeindeteilen mit insgesamt 22.963 Einwohnern (Stand: 1. Januar 2022) auf einer Gesamtfläche von 81,53 km²:
| Gemeinde               | Einwohner 1. Januar 2022 | Fläche km² | Dichte Einw./km² | Code INSEE | Postleitzahl |
| ---------------------- | ------------------------ | ---------- | ---------------- | ---------- | ------------ |
| Essigny-le-Petit       | 351                      | 4,53       | 77               | 02288      | 02100        |
| Fieulaine              | 249                      | 7,74       | 32               | 02310      | 02110        |
| Fonsomme               | 517                      | 9,60       | 54               | 02319      | 02110        |
| Fontaine-Notre-Dame    | 379                      | 11,90      | 32               | 02322      | 02110        |
| Lesdins                | 808                      | 10,63      | 76               | 02420      | 02100        |
| Marcy                  | 152                      | 7,30       | 21               | 02459      | 02720        |
| Morcourt               | 545                      | 6,07       | 90               | 02525      | 02100        |
| Omissy                 | 679                      | 7,09       | 96               | 02571      | 02100        |
| Remaucourt             | 278                      | 6,35       | 44               | 02637      | 02100        |
| Rouvroy                | 507                      | 5,05       | 100              | 02659      | 02100        |
| Saint-Quentin          | 18.498                   | 5,27       | 3.510            | 02691      | 02100        |
| Kanton Saint-Quentin-2 | 22.963                   | 81,53      | 282              | 0214       | –            |

1. ↑   Nur der nordöstliche Teil der Gemeinde, der Rest verteilt sich auf die Kantone Saint-Quentin-1 und Saint-Quentin-3.

## Politik
| Vertreter im Départementsrat | Vertreter im Départementsrat  | Vertreter im Départementsrat |
| Amtszeit                     | Namen                         | Partei                       |
| ---------------------------- | ----------------------------- | ---------------------------- |
| 2015–2021                    | Thomas Dudebout Pascale Gruny | LR                           |
| 2021–                        | Thomas Dudebout Pascale Gruny | LR                           |